# Pyrrosia subfissa
Pyrrosia subfissa là một loài dương xỉ trong họ Polypodiaceae. Loài này được Hayata Ching mô tả khoa học đầu tiên năm 1935.